# Идеологија српског национализма
Идеологија српског национализма је монографија о научном дјелу проф. др Лазе М. Костића коју је написао проф. др Војислав Шешељ. Идеологија српског национализма је анализа природе и циљева српског национализма, односно тежње српског народа за јединственом националном државом. Дјело је утемељено на историјским чињеницама и примјерима из бурне историје српског народа. Осим политичког и идеолошког карактера, дјело се бави историјом српског народа.

## О дјелу
| „                         | Ову књигу посвећујем мојим драгим родитељима, мајци Даници и успомени на оца Николу, који су ме васпитавали у духу српског национализма и русофилства, преносећи ми и завет предака да су истина, слобода, правда и отаџбина највише моралне вредности за које се човек рађа, живи и умире. | ” |
| — проф. др Војислав Шешељ | |   |

Проф. др Војислав Шешељ је ово дјело први пут објавио 2002. године у Републици Србији. Идеологију српског национализма, као своје капитално и животно дјело, проф. др Војислав Шешељ је посветио својој мајци Даници и оцу Николи. Књига је до сада доживјела три издања, прво и друго 2002. године, а треће 2005. године.
| „                         | Идеологија српског национализма вековима се развија на основу интелектуалног уобличавања и циљног осмишљавања националне свести и историјске судбине српског народа, али и кроз конкретну државотворну политичку праксу сталних одбрамбених и ослободилачких ратова, демократских тежњи и либералних стремљења. Исконско биће Србиново везано је за дубоко осећање припадности овом највишем облику колективне свести и идентификације с њеним системом вредности, снагом духа, пројекцијом националног јединства у оквиру целовите државне творевине, солидарности, правдољубивости и толеранције на основу највиших хуманистичких идеала и традиционалних принципа доброте и људскости. | ” |
| — проф. др Војислав Шешељ | |   |